# Ódry Árpád Művészotthon
Az Ódry Árpád Művészotthon 1950. október 1-én jött létre. Az Otthon célja: az idős színházi, operai, művészeti dolgozók, családtagjaik (üres férőhely esetén más egyéb nyugdíjba vonulók is) számára békés, nyugodt otthont, fizikai és egészségügyi ellátást, pszichés gondozást, hasznos időtöltést, kikapcsolódást, foglalkozást biztosítson. 
Az Otthon Budapest VI. kerületében a Városliget közelében helyezkedik el (1062 Bp. Lendvay utca 13.), ami tömegközlekedéssel nagyon jól megközelíthető. Az intézmény egy, az 1900-as évek elején épült patinás villaépületben található, ahol 35 lakószoba került kialakításra, ezen kívül árnyas kerttel és két terasszal rendelkezik. Az Otthonban az elhelyezés egy- vagy két ágyas szobákban történik, de lehetőség van háromágyas betegszobai elhelyezésre is.